# Palazzo Brigidi
Palazzo Brigidi si trova a Siena in via San Pietro. Con palazzo Buonsignori ospita la Pinacoteca nazionale di Siena.

## Storia e descrizione
Tradizionalmente chiamato dei Pannocchieschi, risale al Trecento ed ha una facciata semplice, decorata da due piani di bifore con snelle colonnine marmoree, dai capitelli variati. All'interno si conserva una scala a chiocciola detta "della Pia", in riferimento a Pia de' Tolomei, leggendaria sposa di Nello Pannocchieschi e in realtà mai sposata con questi.
Fu restaurato nell'Ottocento, secondo lo spirito purista.